# Aveniristes

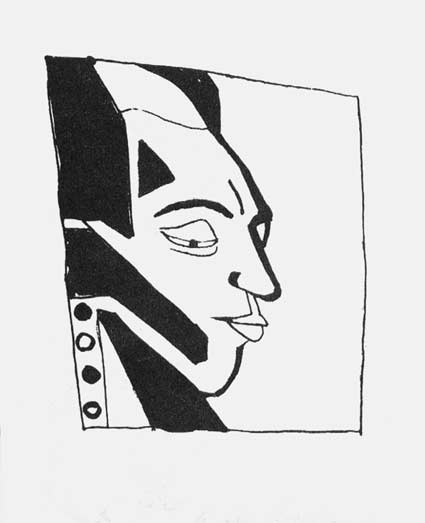
Vélimir Khlebnikov par Vladimir Bourliouk - 1911.

Les aveniristes, ou aveniriens, ou encore futuraslaves, (en russe : Будетляне ou Будущники ou encore Будетлянство) étaient des peintres, poètes et musiciens russes, qui formaient, au début du XXe siècle, le premier groupe futuriste, devenu par la suite les cubo-futuristes. Pour la plupart d'entre eux, il s'agissait d'une tendance, d'un courant, plutôt qu'un véritable mouvement. Il existe durant les années 1910 à 1914. Il s'agissait de s'ouvrir vers l'avenir dans l'art, vers le monde nouveau, vers le futur, plutôt que de rester tourné vers le passé.

## Histoire
Les frères David et Vladimir Bourliouk sont à l'origine de ce mouvement car en rébellion contre tout ce qui est excès de raffinement, de sentimentalité, de romantisme. Selon eux, il n'y a jamais eu de progrès en art, et chaque époque est en droit de faire sa Renaissance. Ils renversent toutes les bases existantes de l'art pour établir leur propre « moi » dans le futur et uniquement en lui. De là vient leur appellation « aveniristes », qui est la russification du mot « futuristes », imaginée par Vélimir Khlebnikov. « Les « aveniristes » sont les hommes de demain. Nous sommes à la veille de ce demain » (Vladimir Maïakovski). Khlebnikov veut également, par cette traduction, signifier que les Russes ne suivent pas toutes les conclusions de Filippo Tommaso Marinetti, le poète et théoricien italien du futurisme. Le mot « futuriste » existe, en effet, en langue russe également et traduit littéralement le même concept qu'en français.
De 1910 à 1914, les « aveniristes » tentent les expériences les plus inattendues, tout en se disputant, se séparant, se regroupant de manière telle qu'il est difficile de donner un aperçu cohérent du bouillonnement qui résulte de ces tendances. Les poètes Alexeï Kroutchenykh, Vladimir Maïakovski, Vassili Kamenski, les peintres Olga Rozanova, Nikolaï Koulbine, Kasimir Malevitch, les musiciens Mikhaïl Matiouchine, Arthur Lourié se retrouvent dans ce « mouvement ».
Pendant l'été 1909, les frères Bourliouk et Larionov travaillent ensemble pour organiser la première exposition du « Valet de Carreau » qui a lieu de fin décembre 1910 à janvier 1911 où 250 œuvres sont présentées, dont des tableaux de Malevitch, Ilia Machkov, Robert Falk, Alexandra Exter, des frères Bourliouk, de Michel Larionov et Nathalie Gontcharova ; des peintres français sont également présents : Henri Le Fauconnier, Albert Gleizes.
Cette exposition est à peine close que les frères Bourliouk et Larionov se querellent, dès 1911. Pour ce dernier cette querelle a des racines profondes. Le temps est venu, pour l'art russe, de trouver ses propres formes, son style, plutôt que de répéter aveuglément l'héritage de Paul Cézanne.
Le mot d'ordre de Larianov est : « L'avenir est à nous ! » ; pour se distinguer des aveniristes, il donne à son mouvement le nom d'« aveniriens ». Larionov et Gontcharoff créent alors le groupe « Queue d'Âne ».
Le poète Benedikt Livchits laisse le témoignage suivant lequel, en fin de compte, les deux groupes rivaux ont plus de points communs que de raisons de discorde. Peut-être est-ce l'amour-propre de Larionov qui désire être à la tête de tous qui provoqua cette discorde. En 1910, David Bourliouk crée également, au sein des « aveniristes », un groupe appelé « Gileia » (en russe : Гилея) (parfois transcrit « Hilea » ou « Hileia »).
À partir de 1912, seuls Vélimir Khlebnikov et Alexeï Kroutchenykh utilisent encore ce terme d'« aveniriste ». En 1914, Maïakovski utilise cette désignation, non plus pour désigner les participants au mouvement initial, mais pour les gens du futur en général.